# Umfahrung Küblis
Die Umfahrung Küblis auf der Hauptstrasse 28 im Kanton Graubünden ist nach der Umfahrung Klosters und der Umfahrung Saas die dritte grosse Ortsumfahrung im Prättigau. Sie entlastet Küblis vom Durchgangsverkehr und ist Teil des Ausbauprojektes der Nationalstrasse 28.
Vorarbeiten zur geologischen Abklärung begannen 2008, während in der Dalvazza 2009 mit den Bohrungen gestartet wurde.
Das Herzstück der Umfahrung bildet der Kübliser Tunnel, dessen Baubeginn 2010 erfolgt ist und der Küblis auf einer Länge von 2255 Metern im Norden umgeht. Dem in Gegenrichtung verlaufenden Verkehr wurde die Umfahrung am 30. Juni 2016 übergeben.
Für das Projekt sind insgesamt Kosten von 210 Millionen Schweizer Franken veranschlagt.